# U-2502
U-2502 – niemiecki okręt podwodny (U-Boot) typu XXI z okresu II wojny światowej. Okręt wszedł do służby w 1944 roku.  Wybrani dowódcy: Kptlt. Heinz Franke. Dzięki bardzo dużej pojemności akumulatorów, nowej opływowej linii kadłuba – pozbawionego występów oraz działa, jednostka była jednym z pierwszych okrętów podwodnych w historii zdolnych do rozwijania pod wodą prędkości większej niż na powierzchni. Te same cechy umożliwiały jej znacznie dłuższe niż dotąd pływanie podwodne.

## Historia
Wcielony do 31. Flotylli U-Bootów w Hamburgu celem szkolenia i zgrania załogi, od marca 1945 roku w 11. Flotylli (Bergen – Norwegia) jako jednostka bojowa.
Okręt nie wziął udziału w działaniach wojennych. Skapitulował 8 maja 1945 roku w Horten (Norwegia), przebazowany na początku czerwca do Lisahally (Irlandia Północna). Zatopiony 2 stycznia 1946 roku w ramach operacji Deadlight ogniem artyleryjskim niszczyciela ORP „Piorun”.